# Bahnstrecke Napa Junction–Calistoga
| Lok Nr. 71 im Napa Valley |                      |                                                         |                                                         |
| Streckenlänge: | 34,2 km              |                                                         |                                                         |
| Spurweite: | 1435 mm (Normalspur) |                                                         |                                                         |
| Maximale Neigung: | 2,3 ‰                |                                                         |                                                         |
| |                      |                                                         |                                                         |
| \| \| 46,0 \| Calistoga \| 109 m ü. M. \| \| \| 41,9 \| Napa River \| Napa River \| \| \| 39,1 \| Ritchey Creek \| Ritchey Creek \| \| \| 37,2 \| Mill Creek \| Mill Creek \| \| \| 34,2 \| \| \| \| \| 33,9 \| Krug Winery \| Krug Winery \| \| \| 32,5 \| St. Helena \| 81 m ü. M. \| \| \| 31,7 \| Sulphur Creek \| Sulphur Creek \| \| \| 30,0 \| Thomann \| Thomann \| \| \| 27,9 \| CA 29 \| CA 29 \| \| \| 26,4 \| Grgich Hills \| Grgich Hills \| \| \| 25,6 \| Rutherford \| 57 m ü. M. \| \| \| 16,8 \| Yountville \| 30 m ü. M. \| \| \| 14,6 \| \| \| \| \| 12,5 \| (32 m) \| (32 m) \| \| \| \| Abstellgleis \| \| \| \| 6,7 \| CA 29 (152 m) \| CA 29 (152 m) \| \| \| 6,3 \| Wine Vault Napa Valley, Abstellgleis \| Wine Vault Napa Valley, Abstellgleis \| \| \| 3,8 \| Napa \| 7 m ü. M. \| \| \| 3,7 \| Imola Bridge (105 m) \| Imola Bridge (105 m) \| \| \| 3,5 \| Napa River (78 m) \| Napa River (78 m) \| \| \| 3,0 \| Depot \| Depot \| \| \| 2,0 \| Tulucay Creek \| Tulucay Creek \| \| \| 1,4 \| West Imola Avenue \| West Imola Avenue \| \| \| 1,3 \| Tulucay Creek \| Tulucay Creek \| \| \| 0,010,5 \| NVRR / California Northern Railroad (BÜ Streblow Drive) \| NVRR / California Northern Railroad (BÜ Streblow Drive) \| \| \| 9,2 \| Rocktram \| Rocktram \| \| \| 7,6 \| CA 12 / CA 29 \| CA 12 / CA 29 \| \| \| 7,2 \| Suscol Creek \| Suscol Creek \| \| \| 4,7 \| Airport Road (Flughafen Napa County) \| Airport Road (Flughafen Napa County) \| \| \| \| von Schellville \| \| \| \| 1,0 \| Napa Maintenance yard \| Napa Maintenance yard \| \| \| \| CA 29 \| \| \| \| 0,0 \| Napa Junction Vallejo–Suisun (Union Pacific) \| Napa Junction Vallejo–Suisun (Union Pacific) \| \| \| \| \| \| \| Quellen: [1][2] \| \| \| \| |                      |                                                         |                                                         |
| Kopfbahnhof Streckenanfang (Strecke außer Betrieb) | 46,0                 | Calistoga                                               | 109 m ü. M.                                             |
| Brücke über Wasserlauf (Strecke außer Betrieb) | 41,9                 | Napa River                                              | Napa River                                              |
| Brücke über Wasserlauf (Strecke außer Betrieb) | 39,1                 | Ritchey Creek                                           | Ritchey Creek                                           |
| Brücke über Wasserlauf (Strecke außer Betrieb) | 37,2                 | Mill Creek                                              | Mill Creek                                              |
| | 34,2                 |                                                         |                                                         |
| Bahnhof | 33,9                 | Krug Winery                                             | Krug Winery                                             |
| Bahnhof | 32,5                 | St. Helena                                              | 81 m ü. M.                                              |
| Brücke über Wasserlauf | 31,7                 | Sulphur Creek                                           | Sulphur Creek                                           |
| Bahnhof | 30,0                 | Thomann                                                 | Thomann                                                 |
| Bahnübergang | 27,9                 | CA 29                                                   | CA 29                                                   |
| Haltepunkt / Haltestelle | 26,4                 | Grgich Hills                                            | Grgich Hills                                            |
| Bahnhof | 25,6                 | Rutherford                                              | 57 m ü. M.                                              |
| Bahnhof | 16,8                 | Yountville                                              | 30 m ü. M.                                              |
| Brücke | 14,6                 |                                                         |                                                         |
| Brücke über Wasserlauf | 12,5                 | (32 m)                                                  | (32 m)                                                  |
| Abzweig geradeaus und nach rechts |                      | Abstellgleis                                            | Abstellgleis                                            |
| Brücke | 6,7                  | CA 29 (152 m)                                           | CA 29 (152 m)                                           |
| Abzweig geradeaus und von rechts | 6,3                  | Wine Vault Napa Valley, Abstellgleis                    | Wine Vault Napa Valley, Abstellgleis                    |
| Bahnhof | 3,8                  | Napa                                                    | 7 m ü. M.                                               |
| Brücke | 3,7                  | Imola Bridge (105 m)                                    | Imola Bridge (105 m)                                    |
| Brücke über Wasserlauf | 3,5                  | Napa River (78 m)                                       | Napa River (78 m)                                       |
| Dienststation / Betriebs- oder Güterbahnhof | 3,0                  | Depot                                                   | Depot                                                   |
| Brücke über Wasserlauf | 2,0                  | Tulucay Creek                                           | Tulucay Creek                                           |
| Strecke mit Straßenbrücke | 1,4                  | West Imola Avenue                                       | West Imola Avenue                                       |
| Brücke über Wasserlauf | 1,3                  | Tulucay Creek                                           | Tulucay Creek                                           |
| Wechsel des Eisenbahninfrastrukturunternehmens | 0,010,5              | NVRR / California Northern Railroad (BÜ Streblow Drive) | NVRR / California Northern Railroad (BÜ Streblow Drive) |
| Blockstelle | 9,2                  | Rocktram                                                | Rocktram                                                |
| Strecke mit Straßenbrücke | 7,6                  | CA 12 / CA 29                                           | CA 12 / CA 29                                           |
| Brücke über Wasserlauf | 7,2                  | Suscol Creek                                            | Suscol Creek                                            |
| Bahnübergang | 4,7                  | Airport Road (Flughafen Napa County)                    | Airport Road (Flughafen Napa County)                    |
| Abzweig geradeaus und von rechts |                      | von Schellville                                         | von Schellville                                         |
| Dienststation / Betriebs- oder Güterbahnhof | 1,0                  | Napa Maintenance yard                                   | Napa Maintenance yard                                   |
| Strecke mit Straßenbrücke |                      | CA 29                                                   | CA 29                                                   |
| Abzweig quer, nach links und nach rechts | 0,0                  | Napa Junction Vallejo–Suisun (Union Pacific)            | Napa Junction Vallejo–Suisun (Union Pacific)            |
| |                      |                                                         |                                                         |
| Quellen: |                      |                                                         |                                                         |

Die Bahnstrecke Napa Junction–Calistoga verband Napa mit Calistoga im Großraum von San Francisco im Norden Kaliforniens. Die Napa Valley Railroad (NVRR) betreibt den bestehenden 34 Kilometer langen Streckenabschnitt der ehemaligen California Pacific Railroad zwischen Napa und St. Helena. Dabei werden historische Fahrzeuge eingesetzt.

## Geschichte
Die Bahnstrecke wurde 1864 von San Franciscos erstem Millionär, Samuel Brannan, erbaut. Er wollte damit Besucher in den Kurort Calistoga transportieren. Kurz darauf war Brannan gezwungen, viele seiner Besitztümer zu verkaufen. Die Strecke ging daraufhin in das Eigentum der California Pacific Railroad über.
1885 wurde die Napa Valley Railroad von der Southern Pacific Railroad erworben. Im späten 19. Jahrhundert und in der ersten Hälfte des 20. Jahrhunderts spielte die Eisenbahn eine wichtige Rolle bei der wirtschaftlichen und landwirtschaftlichen Entwicklung des Napa Valley. Sie  bot regelmäßigen Personenverkehr an.
Mit der Entwicklung des Automobils, in den 1930er Jahren, verlor die Bahn viel von ihrer früheren Bedeutung. Der Personenverkehr wurde bald darauf eingestellt. 1960 gab die Southern Pacific die Strecke von St. Helena nach Calistoga auf. Es fuhr nur noch ein Güterzug pro Woche auf dem verbliebenen Streckenabschnitt. Um noch einen Gewinn zu erzielen, beschloss die Southern Pacific 1984, die Strecke aufzugeben und zu verkaufen.
Die Bewohner des Napa Valley wehrten sich gegen die Einstellung der Strecke. Der Southern-Pacific-Lokführer Lou Schuyler gründete die Organisation The Society for the Preservation of the Napa County Railroad und strebte eine öffentliche Finanzierung an, scheiterte damit aber. Dadurch rückte der Erhalt der Strecke ins öffentliche Interesse.
Kurz darauf wurde von Alvin Lee Block die Napa Valley Wine Train Inc. gegründet. Zielsetzung war es, den Transportweg für die zukünftige Nutzung zu erhalten und die Verkehrsüberlastung im Napa Valley zu reduzieren. 1987 wurde Vincent DeDomenico aus San Francisco als Investor gewonnen. Die Napa Valley Wine Train Inc. verkaufte ihm die meisten Anteile am Unternehmen und ernannte ihn zum Präsidenten und CEO der Gesellschaft. Nun war diese in der Lage, die Strecke von der Southern Pacific zu übernehmen. Die Gesellschaft begann, historische Fahrzeuge zu erwerben und sie aufzuarbeiten. Es wurden Ingenieure, Lokführer, Schaffner, Verwaltungsmitarbeiter und Mechaniker für den Betrieb angeworben. Am 16. September 1989 unternahm der Napa Valley Wine Train seine erste Fahrt durch das Napa Valley.

## Strecke
Nachdem der Zug die Stadt Napa verlassen hat, verläuft ein Großteil der Strecke parallel zur State Route 29. Dabei werden die Orte Yountville, Rutherford und Oakville passiert, bis St. Helena erreicht ist. Die Bahnstrecke führt dabei an vielen Weingütern im Napa Valley vorbei.

## Aktuelle Züge
- The Legacy Experience – mit 4-Gänge-Menü und Weinverkostung
- Gourmet Express – mit Mittag- oder Abendessen
- Grgich Hills Estate Tasting – mit Mittagessen und Weinverkostung
- Vista Dome – Mittag- oder Abendessen im Dome-Car
- Murder Mystery – Krimi-Dinner-Theater
- Afternoon Tea – mit Tee, Desserts und Toasts
- Romance on the Rails – mit Abendessen
- Dressed To The Nines On The Lines – mit Tee, Desserts und Toasts
- Thanksgiving – mit Thanksgiving-Menü
- Grape Stomp at Grgich Hills – mit Mittagessen und Weinverkostung
- Santa Train Jolly Journeys – in den Weihnachtstagen[4]

## Bilder

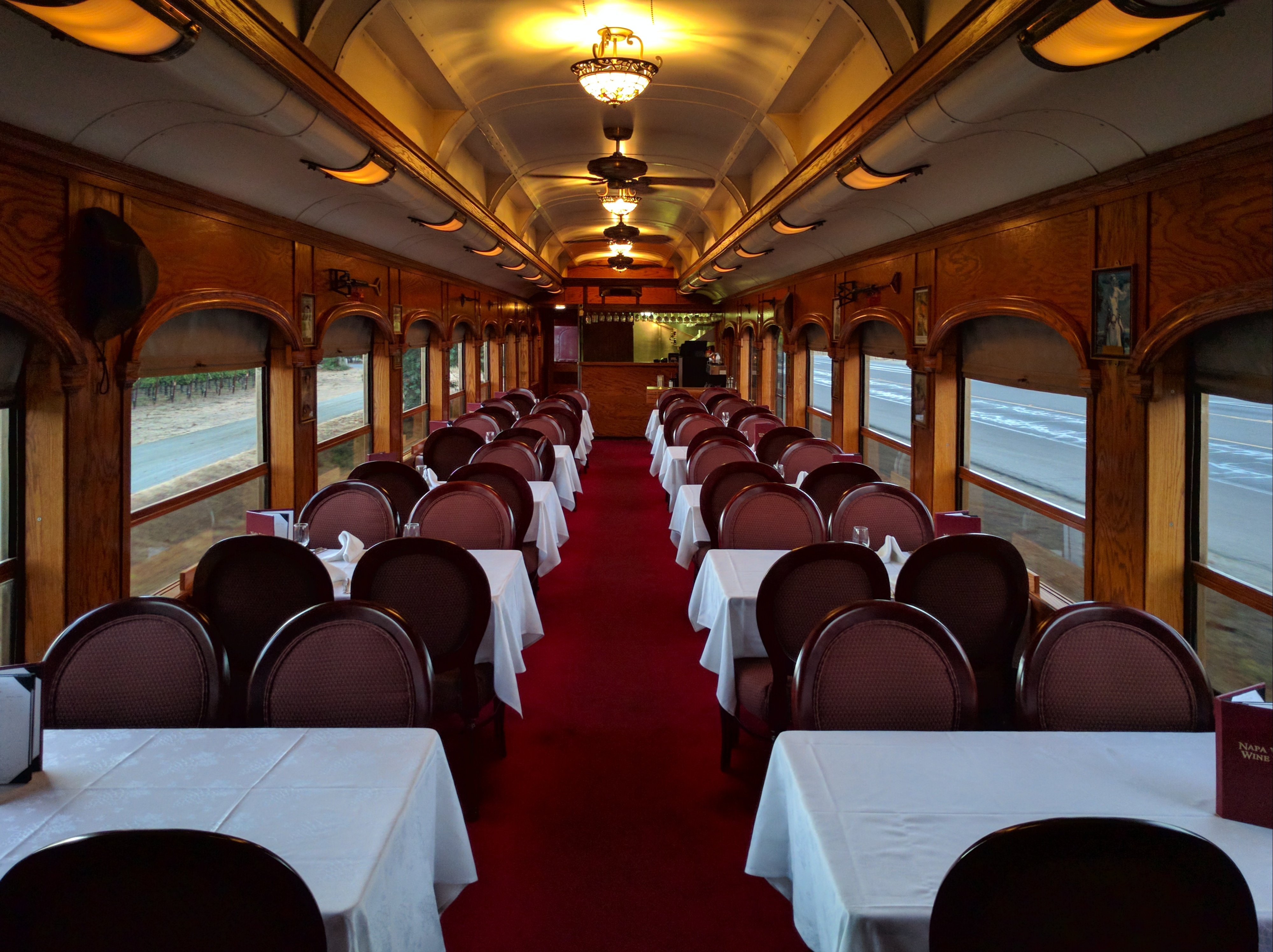
Ein Speisewagen, September 2016
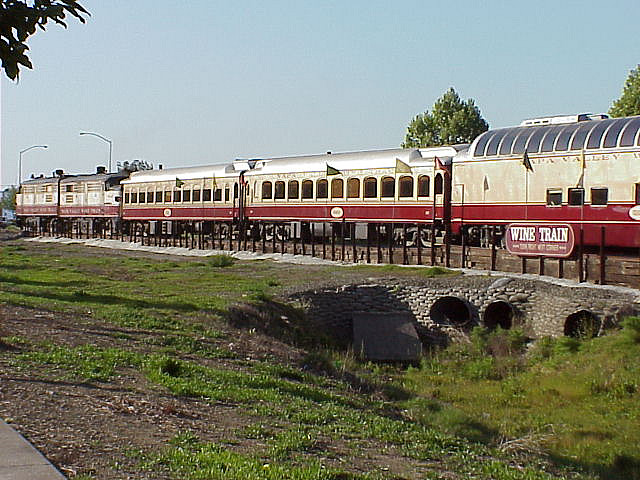
Der Weinzug im Napa Valley, April 1999
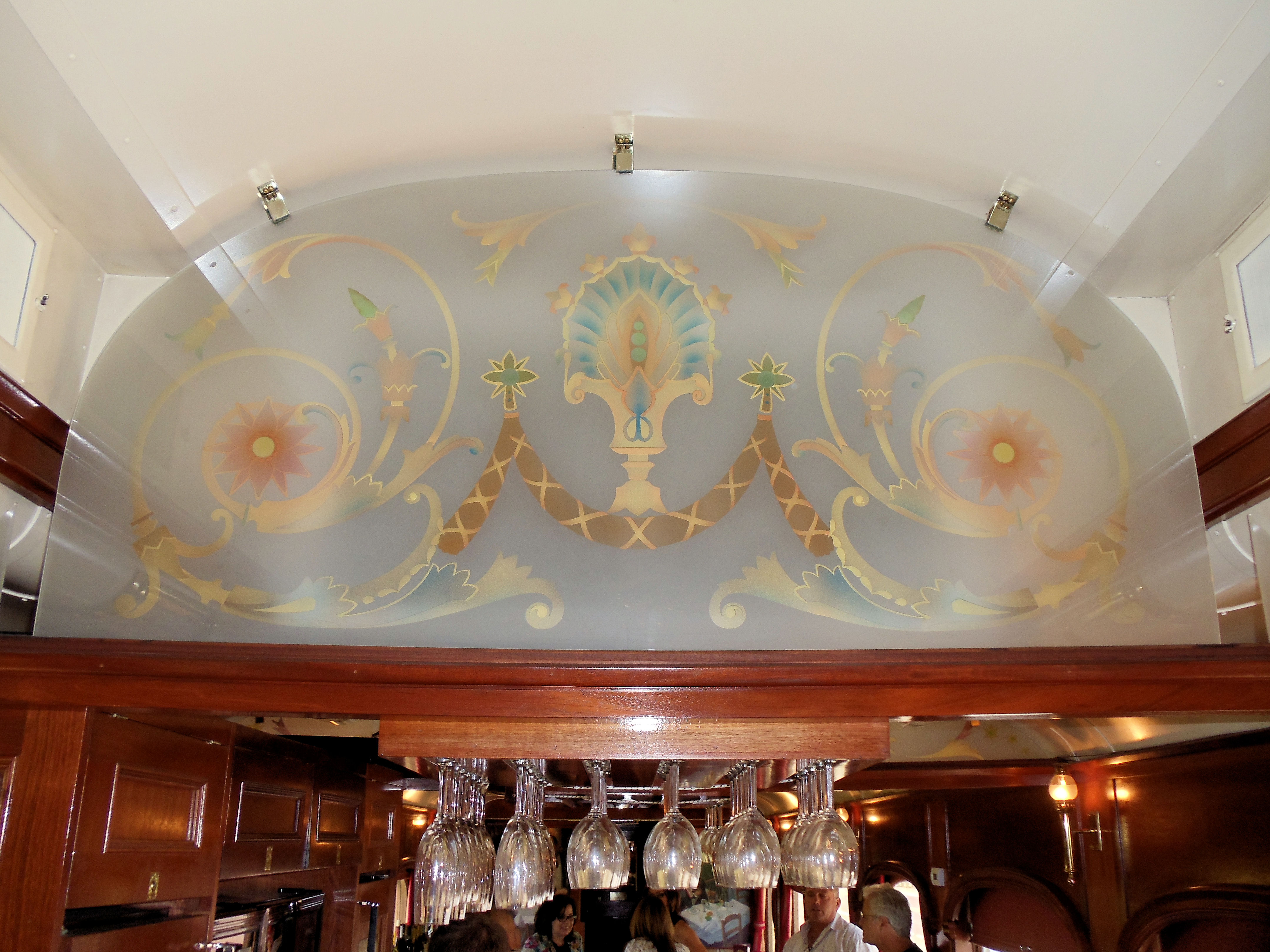
Detail eines Speisewages, Juni 2011
Lok Nr. 73 mit ihrem Zug, 2012
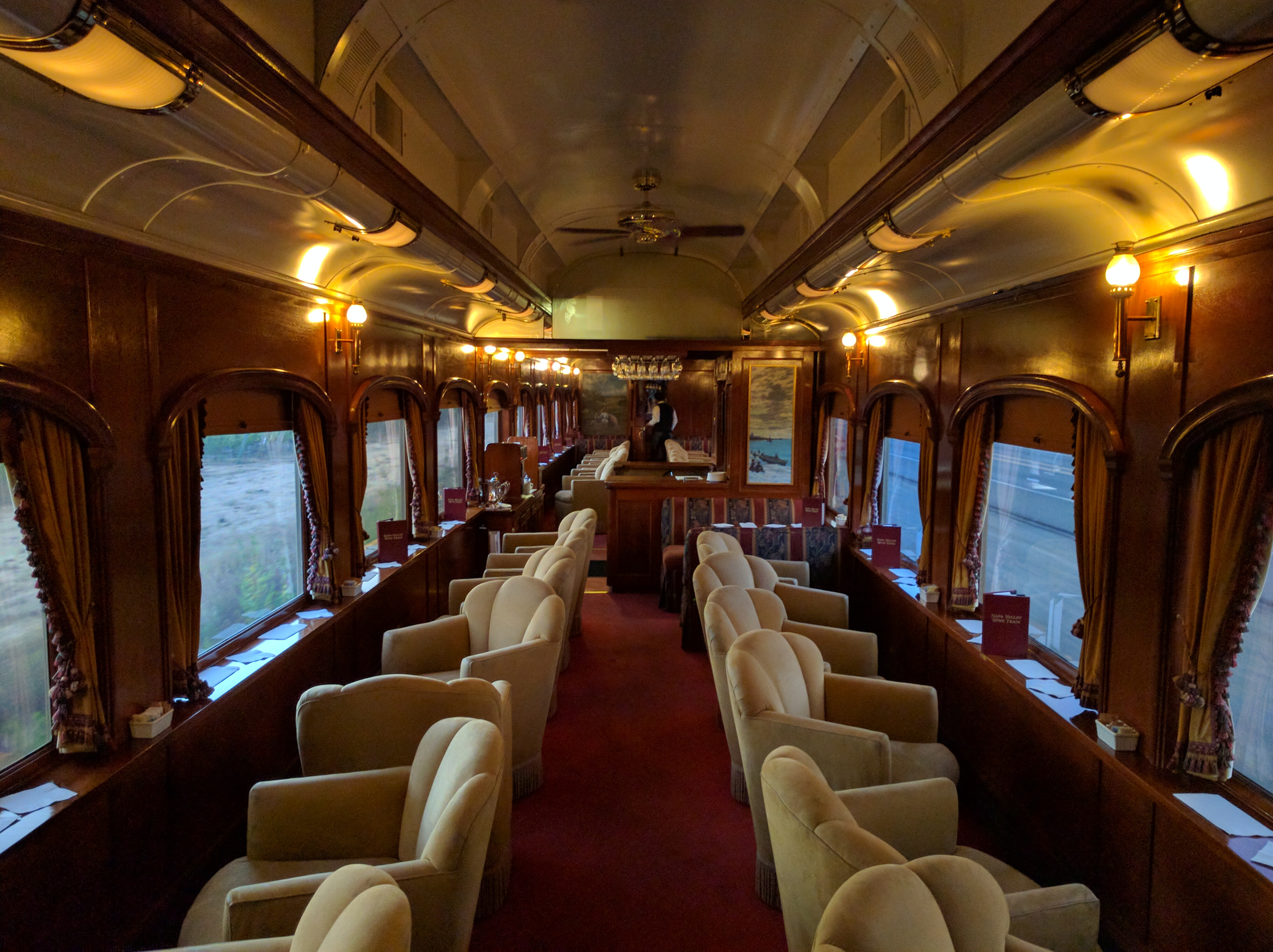
Ein Salon-/Barwagen, September 2016

## Fahrzeuge
| Diesellokomotiven |                                                         |                  |          |               | |  |
| 50                | GE Transportation Systems                               | 44 Ton.          | 12951    | Februar 1941  | Ehem. Central Pacific Railroad Nr. 102, ehem. Chicago, Burlington and Quincy Railroad Nr. 9106.               |  |
| 51                | Baldwin Locomotive Works                                | DS44-660         | 73042    | November 1946 | Ehem. Morrissey, Fernie and Michel Railway (British Columbia) Nr. 1                                           |  |
| 52                | GE Transportation Systems                               | 65 Ton. Switcher | 17871    | Juli 1943     | Ehem. US Army Nr. 7888                                                                                        |  |
| 57                | GE Transportation Systems                               | 80 Ton. Switcher | 31357    | August 1952   | Ehem. US Army Nr. 1650                                                                                        |  |
| 62                | American Locomotive Company                             | RS-11            | 83416    | 1959          | Ehem. California Western Railroad Nr. 62, ehem. Southern Pacific Transportation Nr. 5854, erworben 1989.      |  |
| 69                | Electro-Motive Diesel                                   | GP9              | 24765    | Oktober 1958  | Ehem. Minneapolis and St. Louis Railway Nr. 710, ehem. Portland and Western Railroad Nr. 1804, erworben 2016. |  |
| 70                | American Locomotive Company / Montreal Locomotive Works | FPA4             | 82269    | Oktober 1958  | Ehem. VIA Rail Canada/Canadian National Railway Nr. 6760.                                                     |  |
| 71                | American Locomotive Company / Montreal Locomotive Works | FPA4             | 83153    | Februar 1959  | Ehem. VIA/CN Nr. 6775.                                                                                        |  |
| 72                | American Locomotive Company / Montreal Locomotive Works | FPA4             | 83165    | April 1959    | Ehem. VIA/CN Nr. 6787.                                                                                        |  |
| 73                | American Locomotive Company / Montreal Locomotive Works | FPA4             | 83168    | April 1959    | Ehem. VIA/CN 6790, von EMD zum Betrieb mit Erdgas umgebaut (mit 12-645E Motor).                               |  |
| 5076              | Electro-Motive Diesel                                   | GP38-2           | 72745-18 | Oktober 1973  | Ehem. Norfolk Southern Railway Nr. 5076                                                                       |  |
| [ 5 ]             |                                                         |                  |          |               | |  |